# Кладбище Сийвертси
Кла́дбище Си́йвертси, также Си́йвертское кла́дбище и кладбище Сиверсгаузен — кладбище в Нарве, восточная Эстония. Находится в северной части города, в районах Сийвертси и Сутгофи, по обе стороны улицы Йыэсуу. Основано летом 1885 года как кладбище нескольких приходов. С начала XX столетия является комплексом, состоящим из 16 гражданских и военных кладбищ. Официально закрыто в 2011 году.

## История кладбища
Кладбища в районе Сийвертси начали формироваться уже в XVII веке. Первое письменное упоминание о них содержится в записках датского дипломата Юста Юла, посетившего Нарву в 1709 году. После указа Сената Российской империи от 1772 года о запрещении хоронить в церквях и вблизи них, кладбища, находившиеся в черте города Нарвы, были закрыты. Основные городские кладбища для православных находились в Ивангороде, для лютеран — в Сийвертси.
Участки на погосте в Сийвертси были распределены по церковным приходам. B XVIII веке в Нарве было два лютеранских прихода: Немецкой Иоанновской церкви (бывший Шведский кафедральный собор, переданный немецкой лютеранской общине по указу Сената в 1733 году) и шведско-финской церкви Святого Михаила (основана в 1687 году, во время штурма Нарвы в 1704 году сгорела, восстановлена в 1727 году).
Участки немецкой и шведско-финской церквей расположены севернее Сутгофского парка на землях справа от дороги на Нарва-Йыэсуу, у берега реки, и являются в настоящее время старейшими из сохранившихся нарвских некрополей. Здесь погребены известные люди старой Нарвы, в частности городской голова Адольф Фёдорович Ган, много сделавший для благоустройства Нарвы и курорта Нарва-Йыэсуу. Здесь же находилось место захоронения французских военнопленных, привлекавшихся для строительства укреплений и умерших в Нарве во время Отечественной войны 1812 года.
Во второй половине XIX века, в связи с ростом численности населения, в Нарве было открыто ещё несколько церковных приходов:
- Александровской лютеранской церкви (построена в 1881—1884 гг., памятник архитектуры[6]);
- Петровской лютеранской церкви (построена в 1886 г., не сохранилась[7]);
- Воскресенской православной церкви (построена в 1890—1898 гг., памятник архитектуры[8]).

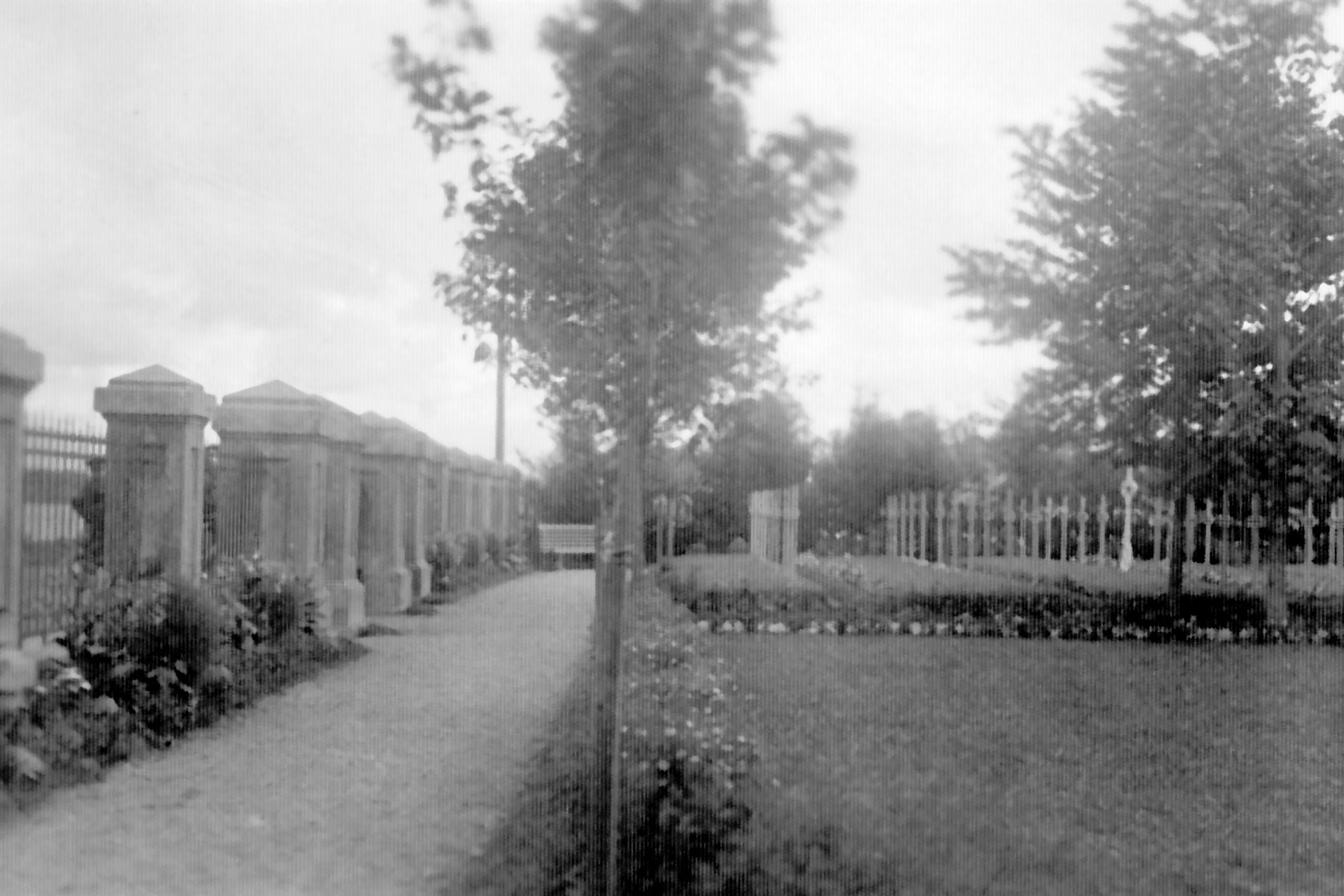
Кладбище Сийвертси в 1920—1930-х годах

Прихожанами Александровской церкви и Воскресенской церкви изначально были работники «Кренгольмской мануфактуры». Участок под кладбище был куплен мануфактурой в 1881 году у города Нарвы. Управление «Кренгольмской мануфактуры» в том же году испросило разрешение на открытие на купленном у города Нарвы участке земли в 4 дес. 2,246 кв. саж., смежном с городскими Сиверсовскими, разных исповеданий, кладбищами, нового Кренгольмского кладбища.
Весь участок, занимаемый этими кладбищами, обнесён глубоким рвом и проволочным забором и разделён на две части, из которых одна, в 3 десятины, предназначена для лютеран и передана в распоряжение Александровской лютеранской церкви (Александровское кладбище), а другая, — в 1 десятину 2,246 кв. саж., отведена для православных (Петровское кладбище).
На Петровском кладбище имеется капелла для усопших и часовня с иконою Св. Николая Чудотворца, в которой на второй день Святой Троицы совершается общая панихида. На Александровском кладбище имеется также подобная капелла на территории, смежной с кладбищами немецкой и шведско-финской церквей, слева от дороги в Нарва-Йыэсуу. Открытие кладбища состоялось в августе 1885 года.
В 1887 году в северо-западной части кладбища Сийвертси был выделен участок для захоронения военнослужащих 92-го пехотного Печорского полка. В 1919 году приказом по Северо-Западной армии (СЗА) данный участок был определён как место погребения военнослужащих СЗА. В 1920—1930-е годы на месте братского захоронения военнослужащих СЗА и гражданских лиц, погибших в результате военных действий и от болезней (в основном, тифа), был воздвигнут курган и установлен памятник. В годы Второй мировой войны он был разрушен. Памятник на кладбище СЗА был открыт в 1921 году, также разрушен в годы Второй мировой войны, восстановлен в 1990-е годы по инициативе мэра Нарвы Райво Мурда.
Исторические кладбища были в значительной мере разрушены в ходе боёв 1944 года. После Второй мировой войны все кладбища оказались в запустении, были разграблены и разрушены (в частности, в 1970-х годах в ходе расширения улицы Йыэсуу), могильные плиты использовались как строительный материал для восстановления города. Однако гражданские захоронения продолжались как на Петровском, так и на Александровском кладбищах, в некоторых случаях даже после 1972 года, когда кладбища были закрыты, поскольку в том же году было открыто новое кладбище — кладбище Рийгикюла.
В начале 1990-х годов под руководством Нарвского музея и Общества охраны памятников старины были разработаны планы по благоустройству кладбищ Сийвертси, которые сначала ограничились субботними мероприятиями, организованными энтузиастами. Из гражданских кладбищ использовалось и более-менее поддерживалось в порядке только Петровское кладбище. Поскольку кладбище Рийгкюла почти заполнено, поднимался вопрос о реновации кладбищ Сийвертси с целью вернуть их в эксплуатацию, однако ответ на этот вопрос был отрицательным. В 2011 году было принятое решение об окончательном закрытии кладбища Сийвертси и превращении его в парк.

## Территория кладбища
По состоянию на 2010 год Сийвертский комплекс состоял из 16 кладбищ (у разных приходов было несколько кладбищ):
- Александровское кладбище;
- Петровское кладбище;
- Нарвское городское кладбище;
- кладбище Финского прихода;

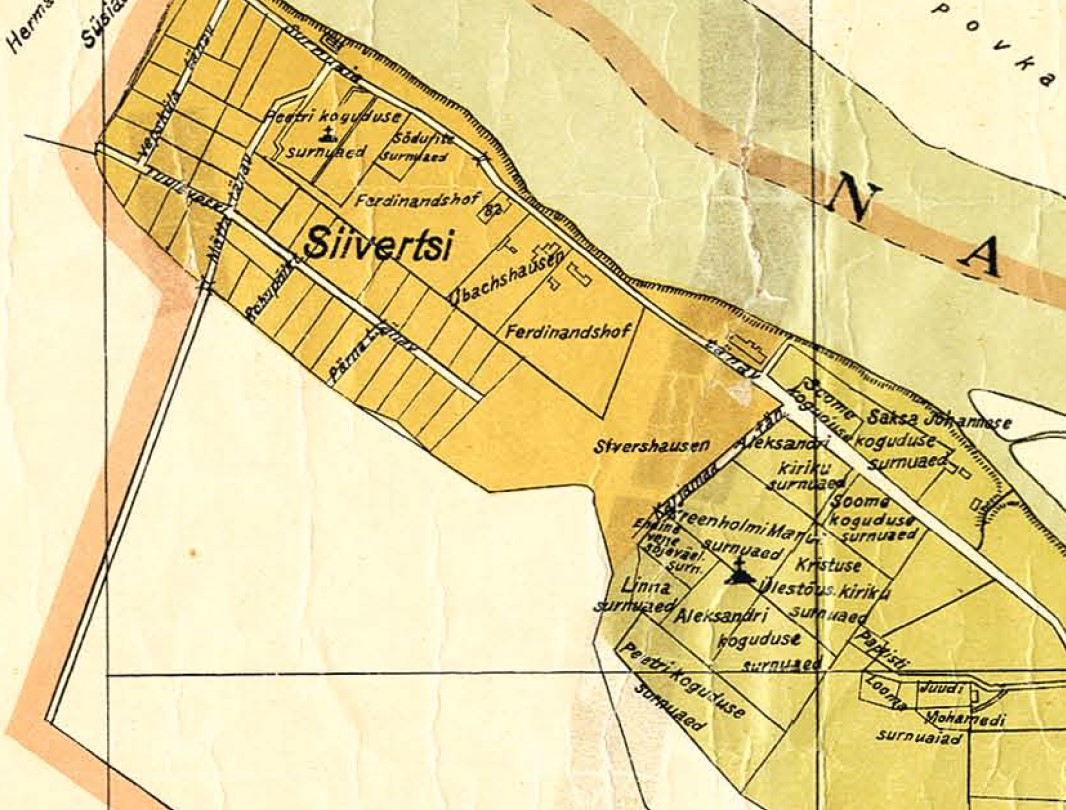
Кладбище Сийвертси на плане Нарвы 1927 года

- кладбище Кренгольмской мануфактуры;
- кладбище Воскресенского кафедрального собора;
- кладбище погибших 15 июля 1941 года;
- кладбище Воскресенского прихода;
- кладбище воинов 92-го Печорского полка;
- братская могила воинов вермахта, погибших во Второй мировой войне и перезахороненных из окрестных немецких кладбищ в 1945 году;
- кладбище воинов 2-го Феллинского (Вильяндиского) эстонского коммунистического стрелкового полка;
- Братское кладбище Северо-Западной армии;
- кладбище Нарвского лагеря № 206[эст.];
- кладбище Александровского прихода;
- новое кладбище Петровского прихода;
- баптистское кладбище.

На плане Нарвы, составленном в 1927 году, с северо-восточной стороны Сийвертского кладбища также указаны Еврейское кладбище и кладбище Мухаммеда (мусульманское).

## Военные захоронения в районе кладбища

### Кладбище Печорского 92-го пехотного полка (1887—1914)
1 октября 1887 на отведённом городом участке в 1200 кв. саженей, было открыто и освящено кладбище, предназначенное для чинов Печорского 92-го пехотного полка. Приказом по округу его временным попечителем был назначен командир полка, полковник Платон Александрович Дометти. Впоследствии трудами чинов полка и на полковые средства на кладбище была возведена часовня. Все иконы в часовне изготовлены рядовым Светловым, обучавшимся иконописи ещё до поступления на службу. Кладбище Печорского 92-го пехотного полка, размещавшегося в городе 27 лет — с 1883 года по 1914 год, является единственным в Нарве (и видимо, во всей Эстонии) сохранившимся до наших дней историческим русским гарнизонным кладбищем.

Кладбище Печорского 92-го пехотного полка в 2003 году

Печорский 92-й пехотный полк был одним из нескольких расквартированных в Эстонии полков «морских солдат» (предшественников современной морской пехоты). 5 августа 1883 года полк, по окончании лагерного сбора в Красном Селе под командованием полковника П. А. Дометти, был направлен на новые постоянные квартиры в Нарву и первоначально размещён в Германовской и Ивангородской крепостях, а также «в деревнях Наровской, Кейкино и Фёдоровке в 12–15 верстах от города». В последующие годы, полк летом нёс караулы в Красном Селе, на Охтинских пороховых заводах, в Новгороде, Пскове, Петергофе, Гатчине и Санкт-Петербурге, а зимой квартировал в Нарве. Полк неоднократно участвовал в учениях и в Эстонии. С началом Первой мировой войны Печорский 92-й пехотный полк под командованием полковника Андрея Андреевича Посохова покинул Нарву, отбыв 12 августа 1914 года на фронт.
Кладбище Печорского 92-го пехотного полка в Нарве являет собой редкий (после всех разрушений XX века) пример композиционно сохранившегося провинциального российского военного некрополя второй половины XIX — начала XX веков. Кладбищенский участок примыкает с северо-запада к кладбищу Кренгольмской мануфактуры и имеет в плане почти прямоугольную форму, узкой стороной выходя на местную дорогу. Справа от построенной близ центра кладбища часовни рядами, перпендикулярно дороге, расположено около 50 солдатских могил, на которых стоят частично сохранившиеся шестиконечные одинаковые литые чугунные кресты с отлитыми на них именами, фамилиями и номерами подразделений полка.

### Кладбище красноармейцев (1918—1919)
3 марта 1919 года на одном из участков кладбища из нарвского Тёмного сада были перезахоронены 83 бойца 2-го Вильяндиского эстонского коммунистического пехотного полка Эстонской Красной армии, павшие в одном из первых сражений Эстонской освободительной войны — в Йоаласком сражении с эстонско-немецкими частями 28 ноября 1918 года, а также красноармейцы других воинских частей. В 1965 году в их честь был воздвигнут памятник на месте первоначального захоронения в Тёмном саду, который ликвидировали по решению эстонских властей 19 сентября 2023 года. В 2014 году на кладбище с помощью бойцов Йыхвиского отдельного пехотного батальона был установлен информационный стенд (могильный знак).

### Кладбище Нарвского лагеря (1941—1955)

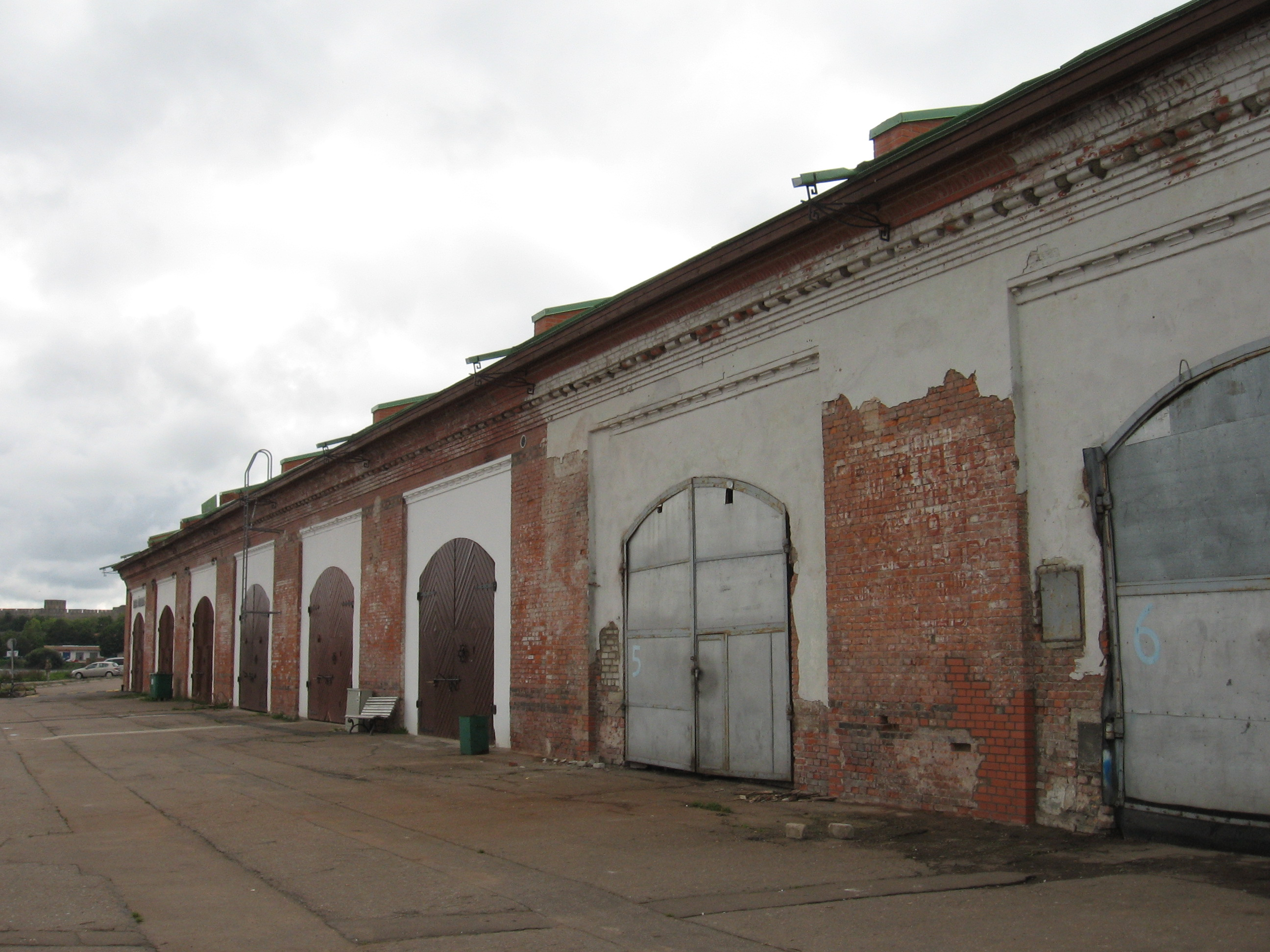
Один из складов «Кренгольмской мануфактуры», в которых размещались немецкий концлагерь и лагерь № 206 НКВД ЭССР, 2011 год

Первый концлагерь на хлопковых складах «Кренгольмской мануфактуры» появился во время немецкой оккупации, вероятно с конца 1941 года. Из-за того, что СССР не подписал Женевскую конвенцию об обращении с военнопленными, советские военнопленные не получали должного довольствия и медицинского обслуживания. Эпидемии и голод привели к высокому уровню смертности в лагере.
По окончании войны в тех же зданиях был создан лагерь № 206 НКВД Эстонской ССР. Летом 1946 года в нём находились 3 тысячи немецких военнопленных. В целом лагерь состоял из трёх лагпунктов: лагпункт Кренгольма, лагпункт в Ивангороде и лагпункт в окрестностях Нарвы. В начале 1950-х годов в лагере отбывали срок многие представители эстонской интеллигенции  и обычные советские люди разных национальностей; общая численность лагеря превышала 6 тысяч человек. Из-за тяжёлого экономического положения в СССР в первые послевоенные годы, в частности, приостановки поставок продовольствия из США по ленд-лизу, ситуация с питанием и медицинским обслуживанием в лагерях стала катастрофической. В июле 1946 года назначенный на должность начальника медчасти лагпункта № 1 Борис Яковлевич Цитлис разыскал среди заключённых врачей. Их оказалось 17 человек. С их помощью Цитлис начал лечить больных заключённых. Цитлис смог победить массовую смертность в лагере и создать для заключённых более-менее приемлемые условия для жизни. По словам Цитлиса, при нём до конца существования лагеря, то есть за 10 лет, умерли не более 270 человек.
На кладбище Нарвского лагеря похоронено около тысячи человек, он расположен в районе Сутгофи и его площадь составляет 5200 м². Частично.
Первоначально захоронения осуществлялись на новых частях кладбищ Петровского и Александровского приходов, поверх существующих могил  и между ними, по мере смещения территории захоронений к западу захоронения производились рядами. Могилы были отмечены пронумерованными кольями, и держались в секрете от родственников и общественности. Благоустройством кладбища стали заниматься в начале 1990-х годов, в 2002 году на кладбище был установлен информационный стенд.
Из захороненных поимённо известны 26 граждан Эстонской республики и 35 украинцев. Среди эстонцев, в частности, хирург и кавалер Креста Свободы Георг Бернхард Ярвекюльг (Georg Bernhard Järvekülg, 1901–1953), последний начальник Военной академии Эстонской республики Вернер Эрнст Харальд Тросси (1890—1953), известный инженер и педагог Герман Вольдемар Рейер (Hermann Voldemar Reier, 1978—1951), в 1919—1932 годах бывший директором Таллинского техникума.
В 2020 году кладбище было внесено в Государственный регистр памятников культуры Эстонии как .

### Кладбище Нарвского гарнизона (1919—1920)

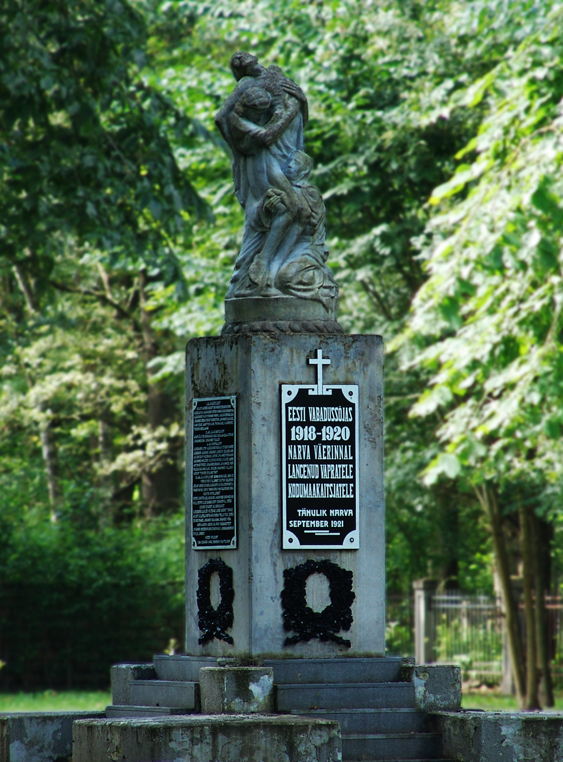
Нарвский монумент Освободительной войне

У северной границы кладбища Сийвертси в 1919 году было основано кладбище Нарвского гарнизона, где захоронены 275 военнослужащих Эстонской армии и СЗА. Официально кладбище было открыто в 1921 году, когда в его центре был установлен Нарвский монумент Освободительной войне. Изначально установленные здесь 194 деревянных креста в 1927 году были  заменены на металлические. Кладбище сильно пострадало во время военных действий в 1944 году. В 1995 году началось его восстановление под руководством Старо-Нарвского общества. Разрушенные металлические кресты сознательно не восстанавливали, их торчащие из земли ржавые обрубки оставили как символы трагических переломов в истории города Нарвы и Эстонии в целом. Часть оригинальных крестов хранится в Нарвском музее.
В 2003 году кладбище было внесено в Государственный регистр памятников культуры Эстонии как .
Памятник на этом кладбище восстановлен как копия в 1996 году, представляет собой простой четырёхугольный постамент на двухъярусном основании, увенчанный скульптурной группой. Со всех сторон через основание проходят пятиступенчатые лестницы, ведущие к постаменту. Автором скульптуры был Вольдемар Меллик (Voldemar Mellik, до 1938 года — Мельник), постамент с лестницей спроектировал местный художник Рудольф Сайор (Rudolf Sajor).  Копию выполнили скульптор Антс Вийтмаа (Ants Viitmaa) и архитектор Антс Меллик (сын Вольдемара Меллика). На лицевой стороне постамента установлена чугунная мемориальная доска, в верхней части которой расположен латинский крест и текст рельефными буквами: EESTI VABADUSSÕJAS 1918 – 1920  NARVA VÄEPINNAL  LANGENUD VAPRATELE  KODUMAA KAITSJATELE TÄNULIK NARVA. SEPTEMBER 1921  (Эстонская освободительная война 1918–1920 на Нарвском направлении Павшим храбрым защитникам Родины благодарная Нарва.  Сентябрь 1921 года). По бокам постамента внизу расположены рельефные дубовые венки, отлитые из чугуна. Скульптурная группа изображает сцену траура (пьета). На оборотной стороне постамента в 2000-х годах была добавлена гранитная табличка с текстом: VABADUSSÕJAS LANGENUTE MÄLESTUSSAMMAS AVATI 1921. AASTAL. HÄVITATI 1940. AASTAL. TAASTAMIST ALUSTATI 1995.A. VANA-NARVA SELTSI POOLT. (Павшим в Освободительной войне Памятник открыт в 1921 году. Разрушен в 1940 году.  Реставрация началась в 1995 году Старо-Нарвским обществом). Текст «Разрушен в 1940 году» ошибочен, памятник был разрушен в послевоенные годы.

## Благоустройство кладбища в конце XX — начале XXI века
От часовни на кладбище 92-го Печорского полка сохранился только фундамент, на котором после расчистных работ заботами игумена Сергия (Иванникова), настоятеля Нарвского Воскресенского собора, в 1999 году был сооружён увенчанный крестом памятный столп с евангельским текстом.
В конце 1990-х годов начались работы по благоустройству кладбища Сийвертси, инициированные несколькими общественными организациями Эстонии. Нарвская центральная библиотека при поддержке Общества библиотекарей Эстонии организовала исследовательский проект «Тропами памяти», в рамках которого наряду с приведением кладбищ в порядок наводились справки о захороненных на нём людях.
Большую работу провела некоммерческая организация «Эстонский военный мемориал». В 2002—2014 годах шли постоянные работы по благоустройству Братского кладбища СЗА.
В 2014 году были отреставрированы и установлены заново 22 креста, обнаруженные в ходе работ по расчистке военных кладбищ в Сийвертси, в русской прессе Эстонии в целом называемых Покровским военным кладбищем. В октябре 2015 года завершился большой этап ремонтных работ на этом кладбище. Была приведена в порядок территория, на которой располагается свыше 500 захоронений. НКО «Эстонский военный мемориал» выполнило облицовку купола часовни, побелило её фасад, выполнил бетонную заливку ступеней. Была также  расчищена от дикой поросли  часть территории исторического кладбища и обнаружены фрагменты крестов, установленных на нём до 1944 года. Работы финансировались из бюджета посольства Российской Федерации. 14 октября 2015 года, на праздник Покрова Божьей матери, была отслужена заупокойная лития по всем воинам и гражданским людям, похороненным на историческом кладбище в Сийвертси.
Весной 2024 года была проведена толока по благоустройству кладбища финского прихода и кладбища Нарвского лагеря, в котором участвовали ученики Нарвской Эстонской гимназии, участники дружины «Нооред Коткад» из волости Алутагузе и представители Эстонского общества охраны памятников старины.
Благоустройству кладбища сопутствовали и проблемы, в частности, осенью 2011 года несколько исторических могил были повреждены тяжёлой техникой в ходе уборки кладбища и вырубки деревьев для заготовки щепы. Полиция возбудила уголовное дело по данному факту, чтобы проверить, не могло ли произойти разграбление могил вместо запланированной уборки. По словам тогдашнего мэра Нарвы Тармо Таммисте,  работы были остановлены до выяснения всех обстоятельств дела, но спешить называть произошедшее разграблением кладбищ или уничтожением эстонской культуры не следует. Таммисте отметил, что произошло недопониманием между заказчиком работы — целевым учреждением «Развитие города Нарвы» («Narva Linnaarendus») — и её исполнителями, и что подобную работу на кладбище следовало проводить более аккуратно.